# Zafred
Zafred je priimek več znanih Slovencev:
- Frane Zafred (1903–1944), član organizacije TIGR in partizan
- Ivan Zafred (1909–1943), kovinarski delavec, narodni heroj
- Stojan Zafred (1951–2002), slikar paraplegik